# Скосырев, Алексей Владимирович
Алексей Владимирович Скосырев (род. 18 августа 1964) — российский дипломат. Чрезвычайный и полномочный посол Российской Федерации в Королевстве Бахрейн с 9 августа 2022 года. 

## Биография
Окончил Московский государственный институт международных отношений (МГИМО) МИД СССР (1987). Владеет арабским, английским и итальянским языками. На дипломатической работе с 1987 года. Работал на различных должностях в центральном аппарате министерства и за рубежом.
В 2005—2012 годах — советник, старший советник Посольства России в Израиле.
В 2012—2016 годах — начальник отдела в Департаменте Ближнего Востока и Северной Африки МИД России.
В 2016—2019 годах — старший советник Посольства России в США.
В 2019—2020 годах — начальник отдела в Департаменте Ближнего Востока и Северной Африки МИД России.
С сентября 2020 по август 2022 года — заместитель директора Департамента Ближнего Востока и Северной Африки МИД России.
С 9 августа 2022 года — чрезвычайный и полномочный посол Российской Федерации в Бахрейне. 

## Дипломатический ранг
- Чрезвычайный и полномочный посланник 2 класса (10 февраля 2022)[4].
- Чрезвычайный и полномочный посланник 1 класса (1 октября 2024)[5].